# Gustave Marie Verspyck (1822-1909)
Gustave Marie Verspyck (Ook Verspijck, Gent, 19 februari 1822 – Den Haag, 7 mei 1909) was een Nederlands publicist en militair die in de Atjeh-oorlog vocht onder generaal Van Swieten.
Verspyck volgde vanaf 1838 de Koninklijke Militaire Academie en werd in 1842 benoemd tot tweede-luitenant bij het Nederlandse leger. In 1846 stapte hij over naar het KNIL. Van 1854 tot 1856 vocht hij op Borneo, en van januari 1855 tot juli 1856 was hij waarnemend assistent-resident van Montrado. Hij werd bevorderd tot majoor, werd waarnemend resident van Zuid- en Oost-Borneo, en werd in 1865 bevorderd tot chef van de generale staf in Nederlands-Indië.
Van 1868 tot 1870 was hij met verlof in Nederland. Hij werd daar benoemd tot adjudant-generaal van de Koning en werd bevorderd tot generaal-majoor, en keerde naar Nederlands-Indië terug. Nadat de eerste aanval op Atjeh in 1873 een fiasco was geworden, liet gouverneur-generaal James Loudon een onderzoek instellen. Verspyck maakte deel uit van de onderzoekscommissie. Hij werd vervolgens aangewezen als commandant van de tweede expeditie naar Atjeh, maar Loudon benoemde generaal Van Swieten tot opperbevelhebber. Verspyck vroeg daarop ontslag, maar dit werd hem geweigerd. Hij vocht in de tweede Atjehexpeditie onder Van Swieten, en werd in 1874 op eigen verzoek met pensioen gestuurd. Verspyck kreeg toen de rang van luitenant-generaal.
Hij ontpopte zich vervolgens als tegenstander van zijn vroegere opperbevelhebber, die in Atjeh veel te humaan zou zijn opgetreden. Op zijn beurt werd hij door Van Swieten in diens repliek Luitenant-Generaal van Swieten contra den Luitenant-Generaal Verspyck beschuldigd van het platbranden van reeds geplunderde kampongs.
Gustave Verspyck overleed op 87-jarige leeftijd.

## Onderscheidingen
- Militaire Willems-Orde
  - Commandeur (nr.10) op 12 mei 1874 als generaal-majoor[1]
  - Ridder der Derde Klasse (nr.82) op 18 februari 1861 als majoor[2]
  - Ridder der Vierde Klasse (nr.48) op 19 maart 1855 als kapitein[3]

## Publicaties
- Loudon en Atsjin (1875)
- Generaal van Swieten en de waarheid (1879)

- Biografisch Portaal: 36938646
- Digitale Bibliotheek voor de Nederlandse Letteren: vers104
- Gemeinsame Normdatei: 141996641
- International Standard Name Identifier: 0000 0003 8213 4063
- Library of Congress Control Number: n86029467
- Nederlandse Thesaurus van Auteursnamen: 071617086
- Virtual International Authority File: 264305898